# オーレンス
株式会社オーレンス（英: Aurens Co.,Ltd）は、北海道野付郡別海町に本社を置く日本の地域系インターネットサービスプロバイダ。

## 概要
北海道の一部地域で無線アクセスシステムを使用した高速無線インターネット回線「スカイネットV」を提供していた。酪農関係のクラウドサービスを提供するアプリケーションサービスプロバイダでもある。

## 沿革
- 1996年3月：別海情報センター株式会社として設立
- 1996年8月：インターネットプロバイダ事業を開始
- 1997年6月：株式会社オーレンスに社名変更
- 2007年11月：2.4GHz､5GHz帯無線アクセスシステム通信サービスを開始
- 2008年10月：5GHz帯無線アクセスサービス「スカイネットV」を、標津郡中標津町地域で開始
- 2009年10月：スカイネットVのサービスを、寿都郡寿都町で提供開始
- 2010年
  - 3月：スカイネットVのサービスを、河東郡士幌町で提供開始
  - 7月：スカイネットVのサービスを、上川郡上川町で提供開始
- 2011年3月：スカイネットVのサービスを、古平郡古平町で提供開始
- 2012年
  - 3月：スカイネットVのサービスを、苫前郡初山別村で提供開始
  - 4月：スカイネットVのサービスを、野付郡別海町で提供開始
- 2013年
  - 4月：スカイネットVのサービスを、	雨竜郡妹背牛町・雨竜郡秩父別町・河西郡芽室町で提供開始
- 2015年4月：スカイネットVのサービスを、空知郡上富良野町で提供開始
- 2019年4月：スカイネットVのサービスを、広尾郡大樹町で提供開始
- 2020年10月：2.5GHz帯を使用した地域BWA基地局免許を取得[1]
- 2023年3月：スカイネットVのサービスを終了[2]。

## スカイネットV

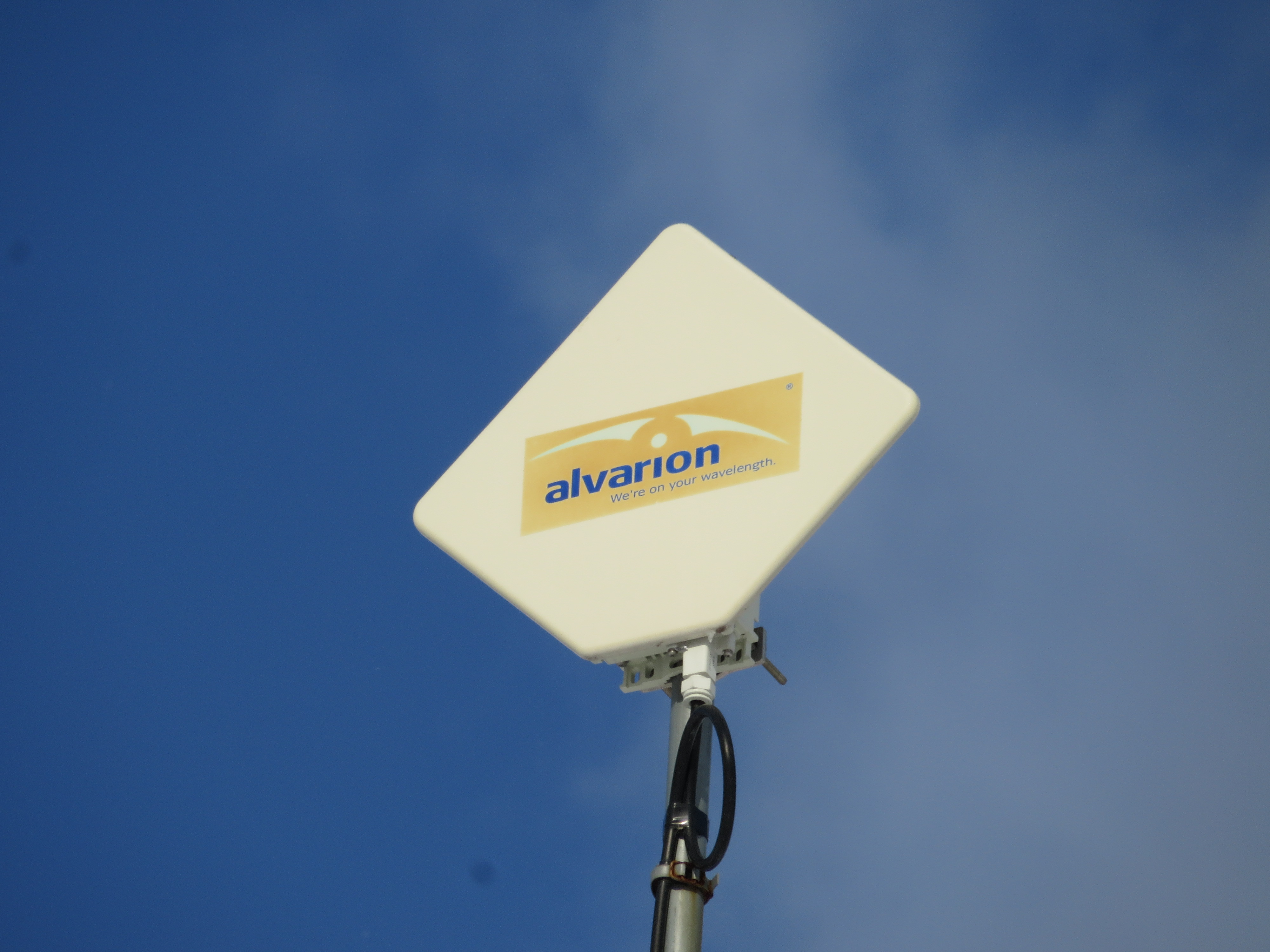
スカイネットVの加入者用アンテナ

加入者宅までのアクセス回線（いわゆるラストワンマイル）に4.9GHz帯広域無線LAN（IEEE 802.11j）を利用した5GHz帯無線アクセスシステムを使用し、ADSLや光回線を引くことができない北海道の一部地域に高速無線インターネット回線を提供している。回線速度は、上り・下り 最大54Mbps（ベストエフォート、実測で5Mbps前後）。2023年3月サービス終了（予定）。

### 提供地域
提供地域は基地局・中継局から、約15km圏内。
- 別海町全域
- 中標津町全域
- 寿都地区全域
- 士幌地区
- 上川地区全域
- 芽室町全域
- 芽室町国見地区
- 初山別地区全域
- 妹背牛地区全域
- 秩父別地区全域
- 上富良野地区全域
- 大樹地区